# Darcy Roper
Darcy Roper (31 de marzo de 1998) es un deportista de Australia que compite en atletismo. Ganó una medalla de bronce en el Campeonato Mundial de Atletismo Sub-20 de 2016, en la prueba de salto de longitud.